# Міжнародний полярний фонд
Міжнародний полярний фонд - засновано в Брюсселі, Бельгія. Міжнародний полярний фонд (МПФ) сприяє полярній науці і полярним дослідженням, як спосіб зрозуміти основні екологічні та кліматичні механізми. 
Фонд також сприяє інноваційним та багатогранним відповідям на складні проблеми, що виникають у зв'язку з необхідністю дій по сталому розвитку людства. Під егідою Міжнародного полярного фонду спроектовано, побудовано і експлуатується перша екологічна антарктична науково-дослідна станція Принцеса Елізабет. Міжнародний полярний фонд був заснований в 2002 році полярним дослідником Ален Хуберт, Хуго Деклер і Андре Бергер. 

## Див також
- Принцеса Елізабет (антарктична станція)